# Christopher Middleton
Christopher Middleton (eind 17e eeuw - 12 februari 1770) was een Engelse marineofficier. In 1737 werd hij benoemd tot lid van de Royal Society of London, de Britse academie van wetenschappen.
In 1741 verkreeg Middleton het commando over de HMS Furnace waarmee hij verkenningen uitvoerde rond de Hudsonbaai, op zoek naar de Noordwestelijke Doorvaart naar het Verre Oosten. In de winter van 1741/42 kwam het schip een paar maal vast te zitten in de ijsvorming in dit noordelijke gebied en in 1742 keerde men naar Engeland terug. Voor zijn rapporten over klimaat en ijs rond de Hudsonbaai werd hem in dat jaar de Copley Medal van de Royal Society toegekend.